# Campbell megye (Tennessee)
Campbell megye az Amerikai Egyesült Államokban, azon belül Tennessee államban található. Megyeszékhelye Jacksboro, legnagyobb városa LaFollette. Lakosainak száma 39 272 fő (2020. április 1.). Campbell megye Whitley, Anderson, Claiborne, Union, Scott és McCreary megyékkel határos.

## Népesség
A megye népességének változása:
| Lakosok száma | 40 706 | 40 585 | 40 444 | 40 238 | 39 752 | 39 272 |
|               | 2010   | 2011   | 2012   | 2013   | 2015   | 2020   |